# Európai Tanács
Az Európai Tanács (közkeletű rövidítéssel EiT) az Európai Unió (EU) állam-, illetve kormányfőit, az Európai Tanács elnökét, valamint az Európai Bizottság elnökét tömörítő uniós intézmény. Az 1974-től létrejött rendszeres találkozók sorát intézményesítették, eredetileg évente kétszer ülésezett, de az utóbbi években több találkozó is volt az EU-t érintő kulcsfontosságú témákról.

## Tevékenység
A tagállamok kormányfői (Franciaország és Finnország esetében államfői) évente legalább két alkalommal találkoznak, kialakítják az Európai Közösséggel kapcsolatos általános politikai irányvonalat, meghozzák a legfontosabb elvi döntéseket, rendezik az alsóbb fórumokon meg nem oldott vitás kérdéseket. Az Európai Tanács nem jogalkotó szerv, politikai döntéseit konszenzusos alapon hozza meg. Az elfogadott közös politikának a közösség különböző szintű jogalkotó fórumai adnak hivatalos formát a szerződésekben lefektetett eljárásoknak megfelelően. Az Európai Tanács rövid, többnyire kétnapos ülései nem nyilvánosak, döntéseit zárónyilatkozatban teszik közzé.

## Helyszín
Hagyományosan az Európai Tanács csúcstalálkozóinak Európai Unió Tanácsának elnökségét ellátó ország adott otthont. 2000 végén megállapodás született arról, hogy e találkozókat Brüsszelben kell megrendezni (nizzai szerződés). A döntés fő oka az volt, hogy a változó helyszín – különös tekintettel az egyre szükségesebb alapos biztonsági intézkedésekre – túlságosan nagy költségekkel járt, amit a sajtó és a közvélemény rendszeresen kifogásolt ("utazó cirkusz").[forrás?] Ezért tartják az EiT félév-záró hivatalos üléseit azóta mindig Brüsszelben, ahol az állandó jellegű helyszínen jelentősen kisebbek a költségek. A hasonlóan félévi rendszerességgel (a félév derekán) megrendezett "informális", de ugyancsak nagy jelentőségű (általában egy-egy kiemelt témával foglalkozó) EiT-üléseket az elnökséget adó országok továbbra is megrendezhetik saját országukban.

## Az Európai Tanács tagjai
Az Európai Tanács tagjai az Európai Unió tagállamainak elnökei vagy miniszterelnökei.
Tagjainak megoszlása az európai pártcsaládok szerint:
     Európai Néppárt (11 + 1 tanácskozási joggal rendelkező uniós szervezet képviselője)
     Európai Szocialisták Pártja (3 + 1 tanácskozási joggal rendelkező uniós szervezet képviselője)
     Liberálisok és Demokraták Szövetsége Európáért Párt (4)
     Európai Konzervatívok és Reformerek Pártja (3)
     Patrióták Európáért (1)
     független (5)
| Európai Tanács | Európai Tanács | Európai Tanács                                     | Európai Tanács | Európai Tanács | Európai Tanács                                               | Európai Tanács | Európai Tanács | Európai Tanács                                       | Európai Tanács | Európai Tanács | Európai Tanács |
| --- | -------------- | -------------------------------------------------- | --- | -------------- | ------------------------------------------------------------ | --- | -------------- | ---------------------------------------------------- | -------------- | -------------- | -------------- |
| Tagállam | Képviselő      | Képviselő                                          | | Tagállam       | Képviselő                                                    | Képviselő |                | Tagállam                                             | Képviselő      | Képviselő      |                |
| Európai Unió · – · Európai Unió · (tanácskozási joggal) · – · tagság kezdete 2024.12.01 · – · megválasztva 2024 · hivatalban 2027-ig   |                | Az Európai Tanács elnöke António Costa (PES – PS)  | Európai Unió · – · Európai Unió · (tanácskozási joggal) · – · tagság kezdete 2019.12.01 · – · megválasztva 2019, 2024 · hivatalban 2029-ig             |                | Az Európai Bizottság elnöke Ursula von der Leyen (EPP – CDU) | Ausztria · – · Ausztria · (1.98% a népességnek) · – · tagság kezdete 2025.03.03 · – · megválasztva 2024 · hivatalban 2029-ig       |                | kancellár Christian Stocker (EPP – ÖVP)              |                |                |                |
| Belgium · – · Belgium · (2.58% a népességnek) · – · tagság kezdete 2025.02.03 · – · megválasztva 2024 · hivatalban 2029-ig             |                | miniszterelnök Bart De Wever (ECR – N-VA)          | Bulgária · – · Bulgária · (1.55% a népességnek) · – · tagság kezdete 2025.01.16 · – · megválasztva 2024 · hivatalban 2028-ig                           |                | miniszterelnök Roszen Zseljazkov (EPP – GERB)                | Ciprus · – · Ciprus · (0.20% a népességnek) · – · tagság kezdete 2023.02.28 · – · megválasztva 2023 · hivatalban 2028-ig           |                | elnök Níkosz Hrisztodulídisz (független – független) |                |                |                |
| Csehország · – · Csehország · (2.35% a népességnek) · – · tagság kezdete 2021.12.17 · – · megválasztva 2021 · hivatalban 2025-ig       |                | miniszterelnök Petr Fiala (ECR – ODS)              | Dánia · – · Dánia · (1.30% a népességnek) · – · tagság kezdete 2019.06.26 · – · megválasztva 2019, 2022 · hivatalban 2026-ig                           |                | miniszterelnök Mette Frederiksen (PES – A)                   | Észtország · – · Észtország · (0.30% a népességnek) · – · tagság kezdete 2024.07.23 · – · megválasztva 2023 · hivatalban 2027-ig   |                | miniszterelnök Kristen Michal (ALDE – ER)            |                |                |                |
| Finnország · – · Finnország · (1.23% a népességnek) · – · tagság kezdete 2023.06.20 · – · megválasztva 2023 · hivatalban 2027-ig       |                | miniszterelnök Petteri Orpo (EPP – KOK)            | Franciaország · – · Franciaország · (14.97% a népességnek) · – · tagság kezdete 2017.05.14 · – · megválasztva 2017, 2022 · hivatalban 2027-ig          |                | elnök Emmanuel Macron (ALDE – RE)                            | Görögország · – · Görögország · (2.39% a népességnek) · – · tagság kezdete 2023.06.26 · – · megválasztva 2023 · hivatalban 2027-ig |                | miniszterelnök Kiriákosz Micotákisz (EPP – ND)       |                |                |                |
| Hollandia · – · Hollandia · (3.91% a népességnek) · – · tagság kezdete 2024.07.02 · – · megválasztva 2023 · hivatalban 2027-ig         |                | miniszterelnök Dick Schoof (független – független) | Horvátország · – · Horvátország · (0.91% a népességnek) · – · tagság kezdete 2016.10.19 · – · megválasztva 2016, 2020, 2024 · hivatalban 2028-ig       |                | miniszterelnök Andrej Plenković (EPP – HDZ)                  | Írország · – · Írország · (1.11% a népességnek) · – · tagság kezdete 2025.01.23 · – · megválasztva 2024 · hivatalban 2030-ig       |                | Taoiseach Micheál Martin (ALDE – FF)                 |                |                |                |
| Lengyelország · – · Lengyelország · (8.47% a népességnek) · – · tagság kezdete 2023.12.13 · – · megválasztva 2023 · hivatalban 2027-ig |                | miniszterelnök Donald Tusk (EPP – PO)              | Lettország · – · Lettország · (0.43% a népességnek) · – · tagság kezdete 2023.09.15 · – · megválasztva 2022 · hivatalban 2026-ig                       |                | miniszterelnök Evika Siliņa (EPP – V)                        | Litvánia · – · Litvánia · (0.62% a népességnek) · – · tagság kezdete 2019.07.12 · – · megválasztva 2019, 2024 · hivatalban 2029-ig |                | elnök Gitanas Nausėda (független – független)        |                |                |                |
| Luxemburg · – · Luxemburg · (0.14% a népességnek) · – · tagság kezdete 2023.11.17 · – · megválasztva 2023 · hivatalban 2028-ig         |                | miniszterelnök Luc Frieden (EPP – CSV)             | Magyarország · – · Magyarország · (2.18% a népességnek) · – · tagság kezdete 2010.05.29 · – · megválasztva 2010, 2014, 2018, 2022 · hivatalban 2026-ig |                | miniszterelnök Orbán Viktor (PfE – Fidesz)                   | Málta · – · Málta · (0.11% a népességnek) · – · tagság kezdete 2020.01.13 · – · megválasztva 2022 · hivatalban 2027-ig             |                | miniszterelnök Robert Abela (PES – PL)               |                |                |                |
| Németország · – · Németország · (18.54% a népességnek) · – · tagság kezdete 2025.05.06 · – · megválasztva 2025 · hivatalban 2029-ig    |                | kancellár Friedrich Merz (EPP – CDU)               | Olaszország · – · Olaszország · (13.58% a népességnek) · – · tagság kezdete 2022.10.22 · – · megválasztva 2022 · hivatalban 2027-ig                    |                | miniszterelnök Giorgia Meloni (ECR – FdI)                    | Portugália · – · Portugália · (2.30% a népességnek) · – · tagság kezdete 2024.04.02 · – · megválasztva 2024 · hivatalban 2028-ig   |                | miniszterelnök Luís Montenegro (EPP – PSD)           |                |                |                |
| Románia · – · Románia · (4.31% a népességnek) · – · tagság kezdete 2025.05.26 · – · megválasztva 2025 · hivatalban 2030-ig             |                | elnök Nicușor Dan (független – független)          | Spanyolország · – · Spanyolország · (10.56% a népességnek) · – · tagság kezdete 2018.06.02 · – · megválasztva 2019, 2019, 2023 · hivatalban 2027-ig    |                | miniszterelnök Pedro Sánchez (PES – PSOE)                    | Svédország · – · Svédország · (2.30% a népességnek) · – · tagság kezdete 2022.10.18 · – · megválasztva 2022 · hivatalban 2026-ig   |                | miniszterelnök Ulf Kristersson (EPP – M)             |                |                |                |
| Szlovákia · – · Szlovákia · (1.22% a népességnek) · – · tagság kezdete 2023.10.25 · – · megválasztva 2023 · hivatalban 2027-ig         |                | miniszterelnök Robert Fico (független – SMER-SD)   | Szlovénia · – · Szlovénia · (0.47% a népességnek) · – · tagság kezdete 2022.06.01 · – · megválasztva 2022 · hivatalban 2026-ig                         |                | miniszterelnök Robert Golob (ALDE – GS)                      | |                |                                                      |                |                |                |

megjegyzések
1. ↑  A minősített döntéshozatalnál figyelembe vett súlya az adott országnak.  Az Unió teljes népességének arányában

| Tagállam | Képviselő | Képviselő                                              | | Tagállam | Képviselő                                             | Képviselő |
| Európai Unió · – · Európai Unió · (tanácskozási joggal) · – · tagság kezdete 2022.01.18 · – · megválasztva 2022, 2024 · hivatalban 2027-ig |           | Az Európai Parlament elnöke Roberta Metsola (EPP – PN) | Európai Unió · – · Európai Unió · (tanácskozási joggal) · – · tagság kezdete 2024.12.01 · – · megválasztva 2024 · hivatalban 2029-ig |          | Az Európai Unió főképviselője Kaja Kallas (ALDE – ER) |           |

## A találkozók listája
1985
- Brüsszel, március
- Milánó, június
- Luxemburg, december

1986
- Hága, június
- London, december

1987
- Brüsszel, június

1988
- Brüsszel, február
- Hannover, június
- Rodosz, december

1989
- Madrid, június
- Strasbourg, december

1990
- Dublin, június
- Róma, október
- Róma, december

1991
- Luxemburg, június
- Maastricht, december. Lásd a maastrichti szerződést.

1992
- Lisszabon, június
- Birmingham, október
- Edinburgh, december

Az összes ülés következtetései (1975-től) elolvashatók az intézmény honlapján.

## Elnök
Az Európai Tanács elnöke korábban Európai Unió Tanácsának elnökségét ellátó ország kormány- vagy államfője volt. Az elnöknek nincsen semmilyen különleges végrehajtói hatalma, csupán első az egyenlők közül (primus inter pares). A Tanács találkozóinak szervezéséért és az ülések lebonyolításáért felelős.
A tervezett európai alkotmány az elnökség menetét szándékozott megváltoztatni: fél év helyett 2 és fél év időtartamú lenne, és a tagállamok kormányfői maguk választanák az elnökséget. Az elnök szerepe és felelőssége a korábbival megegyező lett volna, tehát adminisztratív és nem végrehajtói.
Ezt a tervezetet végül a lisszaboni szerződés véglegesítette, így 2009. december 1-jétől a Tanács elnöke Herman Van Rompuy belga politikus lett, aki 2008. december 30. és 2009. november 25. között Belgium miniszterelnöke volt.

### Elnöke (1990–)
Lásd még: Az Európai Tanács elnökeinek listája

#### Rotálódó elnökség
- Charles Haughey, Írország (1990. január-június)
- Giulio Andreotti, Olaszország (1990. július-december)
- Jacques Santer, Luxemburg (1991. január-június)
- Ruud Lubbers, Hollandia (1991. júl-dec)
- Aníbal Cavaco Silva, Portugália (1992. jan-jún)
- John Major Egyesült Királyság (1992. júl-dec)
- Poul Nyrup Rasmussen, Dánia (1993. jan-jún)
- Jean-Luc Dehaene, Belgium (1993. júl-dec)
- Andreas Papandreou, Görögország (1994. jan-jún)
- Helmut Kohl, Németország (1994. júl-dec)
- François Mitterrand, Franciaország (1995. jan-máj)
- Jacques Chirac, Franciaország (1995. máj-jún)
- Felipe González, Spanyolország (1995. júl-dec)
- Lamberto Dini, Olaszország (1996. jan-máj)
- Romano Prodi, Olaszország (1996. máj-jún)
- John Bruton Írország (1996. júl-dec)
- Wim Kok, Hollandia (1997. jan-jún)
- Jean-Claude Juncker, Luxemburg (1997. júl-dec)
- Tony Blair, Egyesült Királyság (1998. jan-jún)
- Viktor Klima, Ausztria (1998. júl-dec)
- Gerhard Schröder, Németország (1999. jan-jún)
- Paavo Lipponen, Finnország (1999. júl-dec)
- António Guterres, Portugália (2000. jan-jún)
- Jacques Chirac (másodjára), Franciaország (2000. júl-dec)
- Göran Persson, Svédország (2001. jan-jún)
- Guy Verhofstadt, Belgium (2001. júl-dec)
- José María Aznar López, Spanyolország (2002. jan-jún)
- Anders Fogh Rasmussen, Dánia (2002. júl-dec)
- Costas Simitis, Görögország (2003. jan-jún)
- Silvio Berlusconi, Olaszország (2003. júl-dec)
- Bertie Ahern, Írország (2004. jan-jún)
- Jan Peter Balkenende, Hollandia (2004. júl-dec)
- Jean-Claude Juncker (másodjára), Luxemburg (2005. jan-jún)
- Tony Blair, Egyesült Királyság (másodjára) (2005. júl-dec)
- Wolfgang Schüssel, Ausztria (2006. jan-jún)
- Matti Vanhanen, Finnország (2006. júl-dec)
- Angela Merkel, Németország (2007. jan-jún)
- José Sócrates, Portugália (2007. júl-dec)
- Janez Janša, Szlovénia (2008. jan-jún)
- Nicolas Sarkozy, Franciaország (2008. júl-dec)
- Mirek Topolánek, Csehország (2009. jan–máj)
- Jan Fischer, Csehország (2009. máj–jún)
- Fredrick Reinfeld, Svédország (2009. júl-dec)

#### Állandó elnökök
- Herman Van Rompuy (2009. december 1. – 2014. november 30.)[2][3]
- Donald Tusk (2014. december 1. – 2019. november 30.)[4]
- Charles Michel (2019. december 1. – 2024. november 30.)[5]
- António Costa (2024. december 1. – )